# Eleccions municipals espanyoles de 1983
Les eleccions municipals espanyoles de 1983 foren convocades el diumenge, 8 de maig de 1983 i foren les segones eleccions municipals convocades a Espanya després de la dictadura franquista mitjançant eleccions per sufragi universal. A les eleccions optaven les llistes dels regidors dels diferents partits, i els electes finalment votaven l'alcalde.
Aquestes eleccions van coincidir amb la convocatòria de les primeres eleccions autonòmiques per a 13 comunitats autònomes (és a dir, totes llevat Catalunya, País Basc, Galícia i Andalusia). Des de 1983 coincidirà la data de convocatòria d'eleccions municipals, autonòmiques i al Consell General de la Vall d'Aran.
El partit que va obtenir més vots i regidors arreu d'Espanya fou el PSOE, que ja havia guanyat per majoria absoluta les eleccions generals espanyoles de 1982 aprofitant l'ensulsiada de la UCD, que va desaparèixer. El principal grup d'oposició, Aliança Popular (AP), es presentà en coalició amb el Partit Demòcrata Popular i la Unió Liberal. El PCE es mantindrà encara com a tercer força política en nombre de vots.

## Resultats globals a nivell estatal
En total van votar arreu d'Espanya 17.887.996 persones (el 65,1% del cens), d'elles 84.973 en blanc (0,45%). Els resultats dels principals partits fou:
| ← Eleccions Municipals de 1983 →   |           |       |                  |                    |                    |                               |
| Partit                             | Vots      | %     | Regidors (total) | Regidors (ciutats) | Alcaldes (ciutats) | Alcaldes (capital provincial) |
| PSOE/PSC-PSOE/PSE                  | 7.883.502 | 41,87 | 23.729           | 1.080              | 59                 | 33                            |
| AP-PDP-UL                          | 4.843.665 | 25,73 | 21.076           | 625                | 10                 | 10                            |
| PCE/PSUC                           | 1.499.907 | 7,97  | 2.495            | 160                | 3                  | 1                             |
| CiU                                | 763.758   | 4,06  | 3.329            | 61                 | -                  | -                             |
| EAJ-PNV                            | 407.908   | 2,17  | 1.322            | 47                 | 3                  | 3                             |
| CDS                                | 333.001   | 1,77  | 658              | 10                 | -                  | -                             |
| Coalició Gallega (PG-CIGA-CO)      | 169.711   | 0,90  | 872              | 8                  | -                  | -                             |
| Herri Batasuna                     | 158.163   | 0,84  | 385              | 17                 | -                  | -                             |
| PDL                                | 145.982   | 0,78  | 861              | 6                  | -                  | -                             |
| PSA                                | 110.780   | 0,59  | 146              | 26                 | 2                  | -                             |
| PAR                                | 105.956   | 0,56  | 1.120            | 6                  | -                  | -                             |
| ERC                                | 85.198    | 0,45  | 155              | 2                  | -                  | -                             |
| EE                                 | 76.950    | 0,40  | 121              | 4                  | -                  | -                             |
| PCC                                | 67.214    | 0,36  | 61               | 1                  | -                  | -                             |
| ATI                                | 66.140    | 0,36  | 85               | 20                 | 1                  | 1                             |
| BNG                                | 50.400    | 0,27  | 118              | -                  | -                  | 1                             |
| UPC-AC                             | 45.534    | 0,24  | 51               | 5                  | -                  | -                             |
| UM                                 | 37.956    | 0,20  | 140              | 2                  | -                  | -                             |
| UPN                                | 33.111    | 0,18  | 79               | 7                  | -                  | -                             |
| UPV                                | 29.389    | 0,16  | 35               | -                  | -                  | -                             |
| PST                                | 27.168    | 0,14  | -                | -                  | -                  | -                             |
| Agrup. Prov. Indep. de Ciudad Real | 21.752    | 0,11  | 77               | -                  | -                  | -                             |
| Extremadura Unida                  | 21.513    | 0,11  | 202              | 2                  | -                  | -                             |
| Esquerda Galega                    | 19.173    | 0,10  | 22               | -                  | -                  | -                             |
| OIV                                | 16.735    | 0,09  | 63               | -                  | -                  | -                             |
| PRC                                | 13.644    | 0,07  | 63               | -                  | -                  | -                             |
| Partit Gallec Independent          | 12.763    | 0,07  | 32               | -                  | -                  | -                             |
| Partido Cantonal                   | 12.363    | 0,07  | 5                | 5                  | -                  | -                             |
| PSM-PSI                            | 11.925    | 0,06  | 32               | -                  | -                  | -                             |
| Candidatura Unidad de Trabajadores | 11.691    | 0,06  | 51               | -                  | -                  | -                             |
| CBA-PRE                            | 10.298    | 0,05  | 210              | -                  | -                  | -                             |
| PCOE                               | 10.098    | 0,05  | -                | -                  | -                  | -                             |
| Partido Riojano Progresista        | 9.788     | 0,065 | 97               | -                  | -                  | -                             |
| MCE-LCR-Auzolan                    | 9.589     | 0,05  | 8                | -                  | -                  | -                             |
| Partido del País Canario           | 8.338     | 0,04  | 17               | -                  | -                  | -                             |
| PIDA                               | 8.823     | 0,04  | 62               | -                  | -                  | -                             |
| Partido Canario Liberal            | 7.530     | 0,04  | 3                | -                  | -                  | -                             |
| Falange Española de las JONS       | 7.336     | 0,04  | 13               | -                  | -                  | -                             |
| Nacionalistes d'Esquerra           | 4.232     | 0,02  | 8                | -                  | -                  | -                             |